# 85401 Yamatenclub
85401 Yamatenclub este un asteroid din centura principală de asteroizi.

## Descriere
85401 Yamatenclub este un asteroid din centura principală de asteroizi. A fost descoperit pe 9 octombrie 1996 la Nanyo de Tomimaru Okuni. Asteroidul prezintă o orbită caracterizată de o semiaxă mare de 2,53 ua, o excentricitate de 0,13 și o înclinație de 3,5° în raport cu ecliptica.